# سيمنز السعودية
سيمنز السعودية (رسميا سيمنز المحدودة) (بالإنجليزية: Siemens Saudi Arabia)‏ هي الشركة الفرعية الرئيسية لشركة الهندسة والالكترونيات المتعددة الجنسيات سيمنز في السعودية. تُوفر الشركة حلولا شاملة في العديد من المجالات، بدءا من النفط والغاز والبتروكيماويات وتوليد الطاقة ونشر المعلومات والاتصالات والرعاية الصحية.
في 2019، قامت الشركة بافتتاح مركز تطبيقات العقل بمقر الشركة في مدينة الرياض، وهو أول مركز عالمي للأبحاث والتطوير الرقمي في المملكة العربية السعودية. يتكون المركز من ثلاثة قطاعات رئيسية؛ وهي مركز تطبيقات العقل وصالة الأبحاث ومعامل التطبيقات الرقمية، وهو مركز مهام للبحث والتطوير مُهمته تقديم حلول رقمية فريدة باستخدام منصة سيمنس الرقمية لإنترنت الأغراض الصناعية ذات المصادر المفتوحة المدعومة بالتخزين السحابي.

## التأسيس
في مارس 1999، تم تسجيل شركة سيمنز المحدودة (بالإنجليزية: Siemens Ltd.)‏ في جدة كشركة محاصة بين مجموعة الجفالي وشركة سيمنز الألمانية.

## قطاع الطاقة
في أغسطس 2013، فازت سيمنز بعقد من شركة أرامكو السعودية لتوريد المكونات الرئيسية للتغويز في محطة الطاقة في جازان جنوب غرب السعودية. تبلغ قدرة إنتاج المحطة 4,000 ميجاوات، وسوف تكون جازان من أكبر محطات الطاقة القائمة على التغويز في العالم. ستقوم الشركة أيضا بتزويد الكهرباء لمدينة جازان الاقتصادية ومصفاة جازان. تبلغ قيمة العقد حوالي 755 مليون يورو.

## روابط خارجية
- سيمنز المحدودة، المملكة العربية السعودية
- كيوب تكنولوجيز